# نازیک هاروتیونیان
نازیک کاراپتی هاروتیونیان (ارمنی: Նազիկ Կարապետի Հարությունյան؛ زاده ۱۰ اکتبر ۱۹۵۶) دانشمند اهل ارمنستان است.

## زندگی‌نامه
وی در ۱۰ اکتبر ۱۹۵۶ در لنیناکان در به دنیا آمد و از دانشگاه دولتی ایروان (۱۹۷۹) فارغ‌التحصیل گشت. وی در انستیتو دولتی علوم پرورشی گیومری و دانشگاه دولتی ایروان فعالیت کرده است.  وی همچنین برنده جوایزی همچون آموزگار شایسته جمهوری ارمنستان و مدال یادبود نخست‌وزیر ارمنستان شد.

## یادداشت
1. ↑  մանկավարժական գիտությունների դոկտոր